# Bodenmais
Bodenmais é um município da Alemanha, no distrito de Regen, na região administrativa de Niederbayern, estado de Baviera.